# Juan el Alemán (señor de Cesarea)
Juan el Alemán (fallecido después de 1264), fue el señor de Cesarea en el Reino de Jerusalén por derecho de su esposa, Margarita, desde al menos 1243 hasta su muerte. Era el hijo de Garnier el Alemán y Pavie de Gibelet, y hermano mayor de Hugo Alemán. Juan estuvo activo políticamente y militarmente, aunque menos influyente que lo habían sido los anteriores señores de Cesarea.
La primera referencia a Juan como señor de Cesarea se presenta en los Assizes de Jerusalén de Juan de Ibelín. Ahí Juan escribe que su primo, el señor de Cesarea, negó el bailiazgo (regencia) del reino en 1243, y en su lugar la Haute Cour de Jerusalén se lo dio a la reina Alicia de Chipre. Ya que su suegro, Juan de Cesarea, había muerto, esto es probablemente una referencia a Alemán.
En abril de 1249, Juan y su esposa vendieron seis casales cerca de Acre a los Caballeros Teutónicos. Esto incluyó Seisor, Mergelcolon y Gedin que había heredado de su madre. En 1253 vendieron Damor cerca de Acre a los Hospitalarios por 12.000 besantes. En 1255 también vendieron a los Hospitalarios todo lo que tenían en Acre, así como la casale de Chasteillon y Rout. En esta ocasión fueron aceptados en la cofradía laica de la orden como confrater y consoror. Parte del dinero de las ventas a los hospitalarios se utilizó para pagar la dote de la esposa de su hermano Hugo, Isabel de Terremonde, de la familia de los señores de Adelon. Isabel confirmó el pago de parte de la dote en un acta de 1259.
En 1254, después que Luis IX de Francia y la Séptima Cruzada habían partido, Juan y otros barones del reino escribieron una carta a Enrique III de Inglaterra pidiendo ayuda. Juan es referido en la carta como «Juan Asa, gran señor de Cesarea» (Johannes Asa magnus dominus Caesareae). En 1257 Juan aprobó y confirmó un tratado hecho por el bailío Juan de Arsuf con los habitantes de la ciudad comercial de Ancona. No vuelve a aparecer en los registros contemporáneos, pero aún estaba vivo todavía en 1264, cuando su hijo Hugo, el «heredero de Cesarea», murió al caer de su caballo. Su segundo hijo, Nicolás, le sucedió. Según el Lignages d'Outremer Juan y Margarita tuvieron un tercer hijo llamado Tomás.
Juan pudo haber estado vivo cuando el sultán Baibars de Egipto conquistó Cesárea por última vez en 1265. Si es así, debió de haber huido a Chipre, donde los subsiguientes señores de Cesarea residían.